# Ljubica Nenezić
Ljubica Nenezić (n. 15 ianuarie 1997, la Podgorica) este o handbalistă muntenegreană care joacă pentru echipa CSM Târgu Jiu și pentru echipa națională a Muntenegrului pe postul de portar. Anterior Nenezić a evoluat pentru Gloria Bistrița, HC Dunărea Brăila și SCM Gloria Buzău.

## Palmares
- Liga Campionilor EHF
  - Semifinalistă: 2016

- Liga Europeană:
  - Sfertfinalistă: 2021
  - Turul 3: 2022, 2023

- Cupa EHF
  - Semifinalistă: 2018
  - Sfertfinalistă: 2020

- Cupa României:
  -  Câștigătoare: 2021

- Supercupa României:
  -  Câștigătoare: 2021